# Sybil Danning
Sybil Danning, właściwie Sybille Johanna Danninger (ur. 24 maja 1947 w Wels w Austrii) – austriacko-amerykańska aktorka, modelka i producentka filmowa. Najbardziej znana jest z częstych występów w filmach klasy „B” realizowanych w latach siedemdziesiątych i osiemdziesiątych. 

## Życiorys

### Wczesne lata
Urodziła się w Wels w Austrii jako córka Austriaczki i majora armii amerykańskiej. Większość swojego dzieciństwa spędziła w bazach wojskowych i podróżując z rodziną po całym świecie. Dorastała w bazach wojskowych w takich miejscach jak New Jersey, Maryland i Sacramento w Kalifornii. Uczęszczała do Szkoły Katolickiej Najświętszej Marii Panny Gwiazdy Morza. W wieku czternastu lat pracowała u wujka jako asystentka dentystyczna, aby wesprzeć swoją rodzinę po rozwodzie rodziców. Dwa lata później, mając 16 lat przeniosła się do Wiednia w Austrii i pracowała dla firmy zajmującej się zaopatrzeniem dentystycznym i jako asystent najlepszego chirurga jamy ustnej. Następnie przeniosła się do Salzburga i pracowała jako asystentka najlepszego chirurga jamy ustnej. Następnie zapisała się do Buchner School of Cosmetology w Salzburgu i uzyskała dyplom w zakresie zabiegów na twarz, makijażu dekoracyjnego, manicure i masażu ciała.

### Kariera
Pracowała jako kosmetyczka, wkrótce zaoferowano jej pokazy mody i sesję zdjęciową. Zadebiutowała na ekranie jako Lorelei w niemieckiej komedii Komm nur, mein liebstes Vögelein (1968) na motywach powieści Joachima Fernau. Potem pojawiła się w dramacie Johna C. Brodericka Same’s Song (1969) z udziałem Roberta De Niro, jednym odcinku serialu Der Kommissar (1970) jako właścicielka butiku z Michaelem Verhoevenem oraz w erotycznym filmie sensacyjno-przygodowym fantasy Zygfryd i legendarne życie miłosne Nibelungów (Siegfried und das sagenhafte Liebesleben der Nibelungen, 1971) w roli Kriemhild u boku Raimunda Harmstorfa. Otrzymywała małe role w filmach, głównie opartych na jej wizerunku symbolu seksu.
Studiowała aktorstwo przez trzy lata pod okiem monachijskiej trenerki teatralnej Anne-Marie Hanschke. Rozpoznawalność przyniósł jej udział w dreszczowcu Edwarda Dmytryka Sinobrody (Bluebeard, 1972) z Richardem Burtonem, ekranizacji powieści Alexandre’a Dumasa Trzej muszkieterowie (1973) i Czterej muszkieterowie (1974), dramacie sensacyjnym Menahema Golana Operacja Piorun (1977), kostiumowym dramacie przygodowym Richarda Fleischera Książę i żebrak (1977) na podstawie powieści Marka Twaina, dreszczowcu katastroficznym Port lotniczy ’79 (1979) i sensacyjnym dramacie kryminalnym Dzień kobry (Il giorno del Cobra, 1980) z Franco Nero. 
W latach osiemdziesiątych urosła do rangi „symbolu seksu”. Kandydowała do roli Ośmiorniczki w filmie o przygodach Jamesa Bonda Ośmiorniczka (1983), jednak ostatecznie rolę otrzymała Maud Adams. W sierpniu 1983 była na rozkładówce magazynu „Playboy”. - „Jestem dziewczyną z marzeń – tą ze świetnym ciałem, dużymi piersiami i intelektem” – mówiła o sobie. Za rolę Saint-Exmin, wojowniczki Walkirii, która chce się sprawdzić w walce w filmie Bitwa wśród gwiazd (Battle Beyond the Stars, 1980) zdobyła nagrodę Saturna. Jako Ericka w dramacie Więzienie kobiet (Chained Heat, 1983) i za rolę Ariadne w Przygody Herkulesa (1983) otrzymała Złotą Maliną jako najgorsza aktorka drugoplanowa.

## Życie prywatne
W 1991 wyszła za mąż za niemieckiego biznesmena Horsta Lasse.

## Wybrana filmografia
- 1973: Trzej muszkieterowie jako Eugenie
- 1974: Czterej muszkieterowie jako Eugenie
- 1975: Derrick jako Irina Hausmann
- 1977: Operacja Piorun jako Halima,
- 1977: Książę i żebrak jako matka Canty
- 1979: Port lotniczy ’79 jako Amy
- 1979: Meteor (1979) jako dziewczyna z nartami,
- 1980: Akcja na Kubie jako Veronica
- 1980: Mordercza noc jako Monika Childs
- 1983: Siedmiu wspaniałych gladiatorów (I sette magnifici gladiatori) jako Julia
- 1983: Przygody Herkulesa jako Ariadna
- 1985: Skowyt 2: Twoja siostra jest wilkołakiem jako Stirba
- 1985: Uliczny jastrząb jako Linda Martin
- 1986: Dziewczyny z poprawczaka jako Warden Sutter
- 2007: Grindhouse jako Gretchen Krupp
- 2007: Halloween jako pielęgniarka Wynn
- 2007: Skok jako Anna Gruber